# Ribera del Duero
| Merindades La Bureba Ebro Páramos Odra y Pisuerga Alfoz de Burgos | Montes de Oca Arlanza Sierra de la Demanda Ribera del Duero |

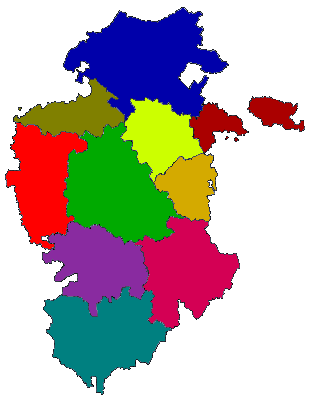
Mapa de las comarcas de Burgos.

La comarca de la Ribera del Duero está situada en la cuenca del río Duero, al sur de la provincia de Burgos (Castilla y León), en el partido judicial de Aranda. Una subcomarca de la Ribera del Duero es el Valle del Esgueva. Posee una población de 50 324 a 1 de enero de 2024 según los datos del INE.

## Hidrografía y orografía
El lecho mayor del río Duero da origen a un paisaje llano, un valle disimétrico, de modo que la vertiente septentrional es más escarpada, limitada por un conjunto de plataformas. Por tanto, se trata de un paisaje sin grandes desniveles, formado por las areniscas o calizas de los páramos, los suelos arenosos de las campiñas y los limo-arcillosos de las vegas del río principal y de sus afluentes.
- Río Arandilla, afluente del río Duero
- Río Bañuelos, afluente del río Duero
- Río Duero
- Río Esgueva, afluente del Pisuerga, que a su vez desemboca en el Duero
- Río Gromejón, afluente del río Duero
- Río Riaza, afluente del río Duero
- Río Duratón, afluente del río Duero

## Economía
La Ribera del Duero es una comarca esencialmente agrícola, destacando en el cultivo de los cereales, la remolacha y la vid. La ganadería más conocida de la zona son los rebaños de ovejas, siendo famosos sus corderos lechales asados.
Una de las ciudades con un sector industrial importante es Aranda de Duero, con fábricas como Leche Pascual, Glaxo y Michelín; también es sede de la Indicación Geográfica Protegida «Lechazo de Castilla y León». 

## Municipios y entidades locales

### Municipios
| - Adrada de Haza - Anguix - Aranda de Duero - Arandilla - Bahabón de Esgueva - Baños de Valdearados - Berlangas de Roa - Brazacorta - Cabañes de Esgueva - Caleruega - Campillo de Aranda - Castrillo de la Vega - Cilleruelo de Arriba - Coruña del Conde - La Cueva de Roa - Fresnillo de las Dueñas - Fuentecén | - Fuentelcésped - Fuentelisendo - Fuentemolinos - Fuentenebro - Fuentespina - Gumiel de Izán - Gumiel de Mercado - Haza - Hontangas - Hontoria de Valdearados - La Horra - Hoyales de Roa - Mambrilla de Castrejón - Milagros - Moradillo de Roa - Nava de Roa | - Olmedillo de Roa - Oquillas - Pardilla - Pedrosa de Duero - Peñaranda de Duero - Pineda Trasmonte - Pinilla Trasmonte - Quemada - Quintana del Pidio - Roa - San Juan del Monte - San Martín de Rubiales - Santa Cruz de la Salceda - Santa María del Mercadillo - Santibáñez de Esgueva - La Sequera de Haza | - Sotillo de la Ribera - Terradillos de Esgueva - Torregalindo - Torresandino - Tórtoles de Esgueva - Tubilla del Lago - Vadocondes - Valdeande - Valdezate - La Vid y Barrios - Villaescusa de Roa - Villalba de Duero - Villalbilla de Gumiel - Villanueva de Gumiel - Villatuelda - Zazuar |  |

### Entidades Locales Menores
| - Aguilera, La (Aranda de Duero) - Boada de Roa (Pedrosa de Duero) - Casanova (Peñaranda de Duero) | - Cuzcurrita de Aranda (Brazacorta) - Guma (La Vid y Barrios) - Guzmán (Pedrosa de Duero) - Linares de la Vid (La Vid y Barrios) | - Pinillos de Esgueva (Sotillo de la Ribera) - Quintanamanvirgo (Pedrosa de Duero) - Sinovas (Aranda de Duero) | - Valcabado de Roa (Pedrosa de Duero) - Ventosilla (Gumiel de Mercado) - Villovela de Esgueva (Tórtoles de Esgueva) - Zuzones (La Vid y Barrios) |

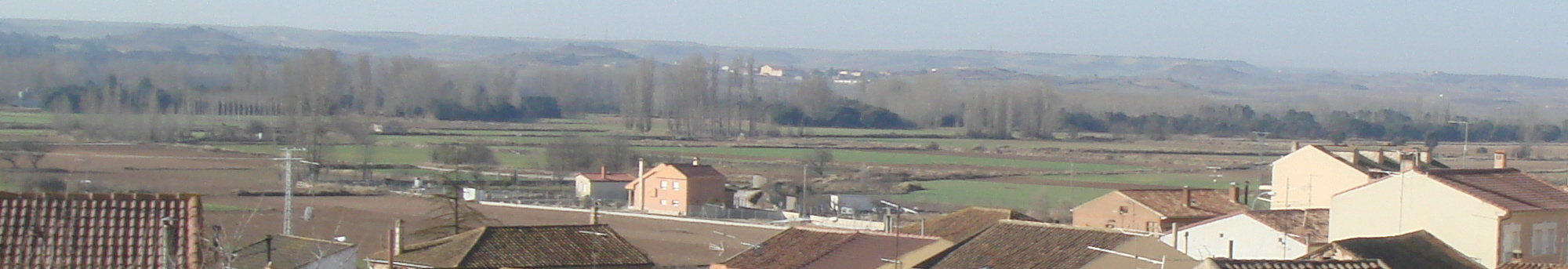
Paisaje en Villalba de Duero.

## Denominación de origen «Ribera del Duero»
En esta comarca se producen vinos de gran calidad de la Denominación de Origen Ribera del Duero, zona de producción vitivinícola que se extiende a municipios de las provincias de Soria, Segovia, Valladolid y Burgos, es decir, fuera del distrito de la comarca del mismo nombre. La sede del Consejo Regulador de la D. O. Ribera del Duero se encuentra en Roa.

## Monumentos

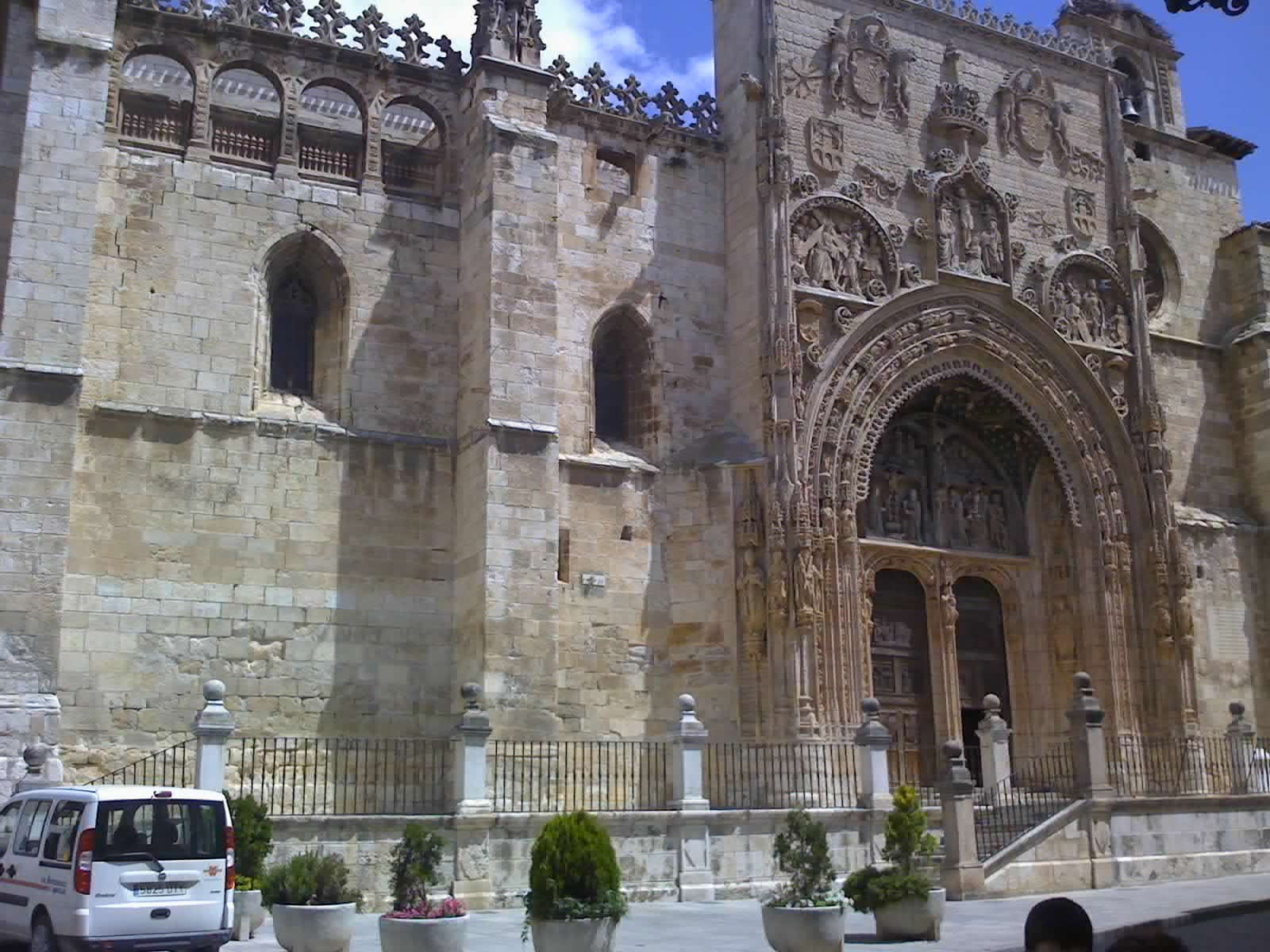
Iglesia Santa María la Real de Aranda de Duero.

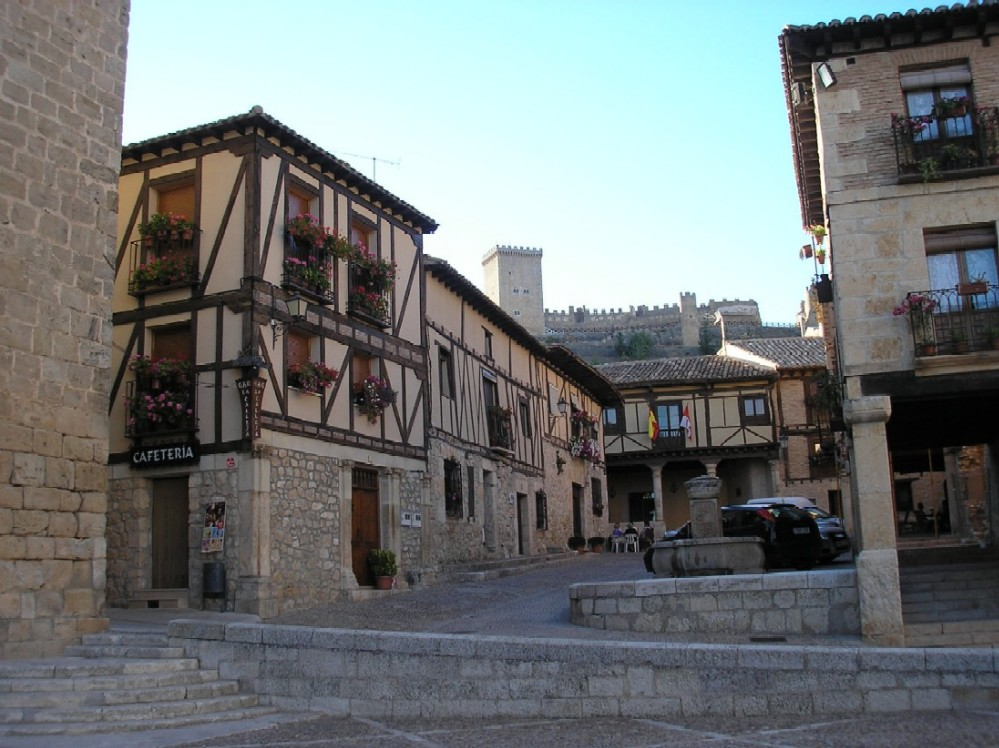
Plaza de Peñaranda de Duero con el castillo al fondo.

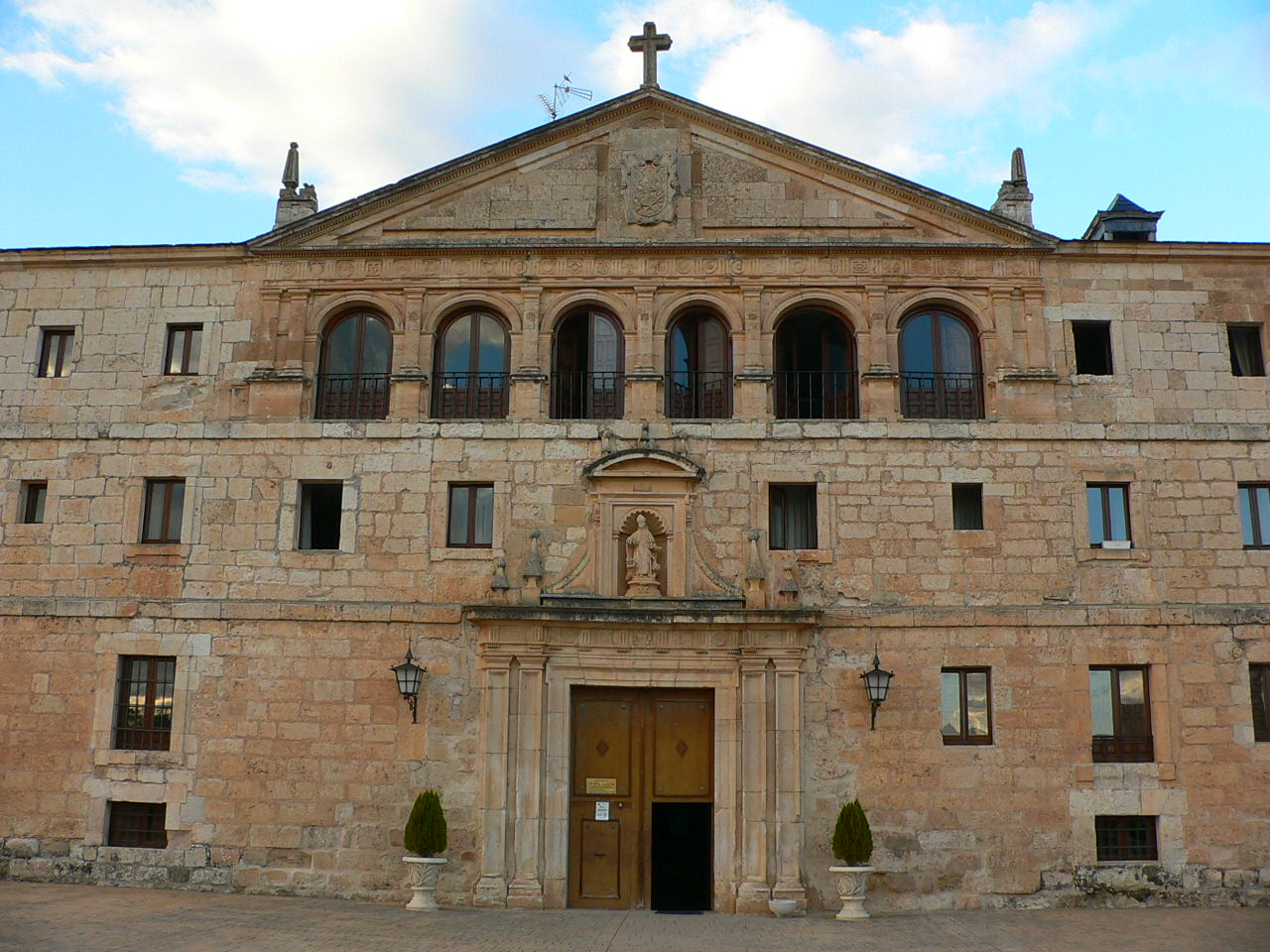
Monasterio de Santa María de la Vid.

- Ciudad romana de Clunia Sulpicia (Peñalba de Castro).
- Iglesia de Santa María (Aranda de Duero).
- Iglesia de San Juan (Aranda de Duero).
- Iglesia de San Nicolás de Bari (Sinovas) (Aranda de Duero).
- Iglesia de San Andrés, (Berlangas de Roa).
- Ermita románica (siglo XII) de Ntra. Sra. La Virgen de Los Huertos (Berlangas de Roa).
- Sede de la D.O. Ribera del Duero (Roa).
- Monasterio de la Vid (La Vid y Barrios).
- Santuario de San Pedro Regalado (La Aguilera).
- Castillo de Peñaranda de Duero.
- Románico del Esgueva (valle del río Esgueva).
- Iglesia de Nuestra Señora de la Asunción (Roa).
- Iglesia de Santa María (Gumiel de Izán).
- Puente de Vadocondes.

## Museos
- Aranda de Duero: Museo Sacro Iglesia de San Juan - Iglesia de San Juan.
- Aranda de Duero: Museo del Ferrocarril de Aranda de Duero - Estación Chelva.
- Aranda de Duero: Museo Casa de las Bolas.
- Aranda de Duero: Centro de Interpretación de Arquitectura del Vino.
- Gumiel de Izán: Museo parroquial.
- La Vid y Barrios: Museo del Monasterio de la Vid.
- Peñaranda de Duero: Centro de Interpretación de los Castillos.
- Peñaranda de Duero: Museo de Arte Litúrgico.
- Peñaranda de Duero: Museo Botica Ximeno.
- Roa: Parque Arqueológico Rauda Vaccea.
- Santa Cruz de la Salceda: Museo de los Aromas.

## Turismo
- Ruta del Vino Ribera del Duero
- Enoturismo, visitando las bodegas de la D.O. Ribera del Duero
- Ruta de la Ribera del Duero
- PCR-BU 74 - Sendero de los lagares del Esgueva, entre Terradillos de Esgueva y Villatuelda
- PRC-BU 76 - Sendero de la ribera del Esgueva, entre Cabañes de Esgueva y Santibáñez de Esgueva
- PRC-BU 82 - Sendero de la Morera y de los Valles, entre Torresandino y Tórtoles de Esgueva
- PRC-BU 115 - Sendero del Monte de Bahabón entre Bahabón de Esgueva y Oquillas
- PRC-BU 156 - Sendero del Agua entre Berlangas de Roa y Hoyales de Roa
- PRC-BU 167 - Sendero del Monte de Cobo, en Pinilla Trasmonte
- Circuito de velocidad de Tubilla del Lago

## Gastronomía
- Vino con la D.O. Ribera del Duero

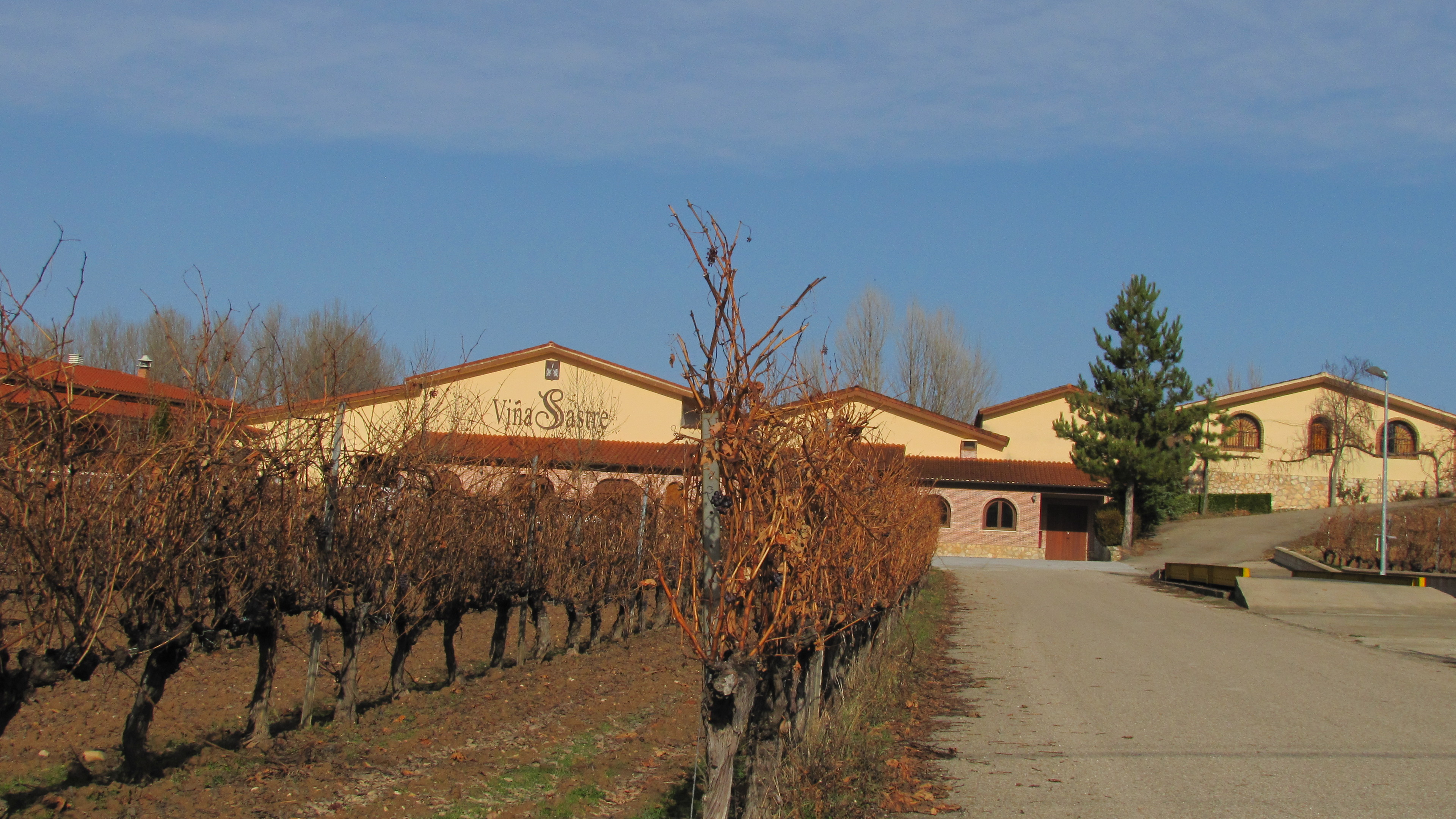
Cepas de la variedad "tinta del país", en una bodega de la D.O. Ribera del Duero, Viña Sastre.

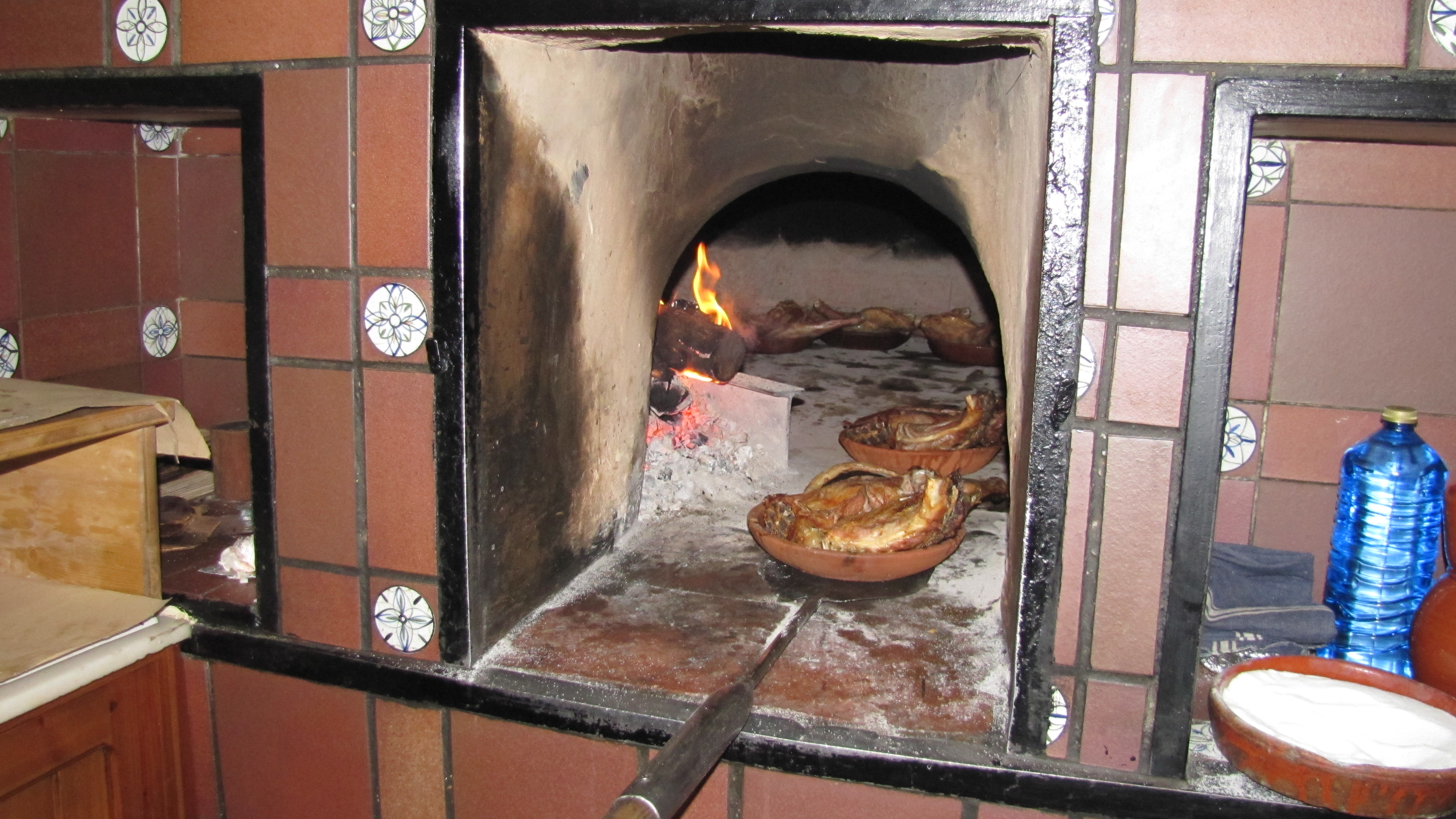
Cuartos de lechazo asado, en un asador tradicional ribereño, dentro del horno de barro alimentado por leña.

- Lechazo asado (véase lechazo de Castilla y León)
- Morcilla de Aranda, una variedad de la Morcilla de Burgos
- Torta de Aranda
- Empiñonados

## Comunicaciones
Carreteras
- A-1
- A-11
- N-122
- N-I
- CL-619
- BU-110
- BU-120
- BU-121
- BU-113
- BU-P-1131
- BU-V-1134

Ferrocarril
La Ribera del Duero ha sido durante muchos años un importante núcleo ferroviario, al ser atravesada por el Ferrocarril directo Madrid-Burgos y la línea de Ferrocarril Valladolid-Ariza, las cuales confluían en Aranda de Duero. En la actualidad ambas líneas han sido cerradas sobre la base de la política del Ministerio de Fomento y de la Consejería de Fomento, orientada al cierre de las líneas de ferrocarril convencional. Actualmente únicamente continúa en servicio el tramo Aranda de Duero - Burgos del Ferrocarril directo Madrid -Burgos, para dar servicio al tráfico ferroviario de mercancías entre ambas ciudades.
Aeropuertos cercanos
- Aeropuerto de Burgos
- Aeropuerto de Valladolid

## Flora y fauna en la comarca Ribera del Duero
- Flora y vegetación en esta zona 
  - Agrícola y prados artificiales (Agrícola y prados artificiales)
  - Cultivo con arbolado disperso (Cultivo con arbolado disperso)
  - Pinares de pino carrasco (Bosque)
  - Matorral (Matorral)
  - Encinares (A.F.M. (Bosquetes))
  - Quejigares (A.F.M. (Bosquetes))
  - Pastizal Matorral (Pastizal Matorral)
  - Pinares de pino carrasco (Bosque Plantación)
  - Arbolado disperso coníferas y frondosas (Bosque)
  - Artificial (Artificial)
  - Pinares de pino piñonero (Bosque Plantación)
  - Mezclas de coníferas autóctonas con alóctonas (Bosque)
  - Prado (Prado)
  - Arbolado disperso de coníferas (Bosque Plantación)
  - Infraestructuras de conducción (Infraestructuras de conducción)
  - Choperas y plataneras de producción (A.F.M. (Riberas))
  - Acacia
  - Álamo, chopo (Populus)
  - Carrasca (Ilex aquifolium, Quercus coccifera, Quercus faginea, Quercus ilex)
  - Enebro (Juniperus communis)
  - Mocha, salguero o sauce blanco (Salix alba)
  - Olmo (Ulmus)
  - Roble (Quercus pyrenaica)
- Fauna en esta zona 
  - Anfibios
    - rana común rana común (Pelophylax perezi),
    - rana común (Rana perezi)
    - zampoño, sapo zampoño (sapo partero común) (Alytes obstetricans)
    - sapillo moteado común (Pelodytes punctatus)
    - sapillo pintojo ibérico (Discoglossus galganoi)

  - Aves
    - abejaruco europeo (Merops apiaster)
    - abubilla abubilla (Upupa epops)
    - agateador común (Certhia brachydactyla)
    - alcaraván común (Burhinus oedicnemus)
    - alcaudón común (Lanius senator)
    - alcotán europeo (Falco subbuteo)
    - alondra común (Alauda arvensis),
    - alondra totovía (Lullula arborea)
    - ánade real (azulón)
    - ánade real (azulón) (Anas platyrhynchos)
    - autillo europeo (Otus scops)
    - avión común (Delichon urbicum)
    - azor común (Accipiter gentilis)
    - bisbita arbóreo (Anthus trivialis),
    - bisbita campestre (Anthus campestris)
    - búho chico (Asio otus)
    - busardo ratonero (ratonero común) (Buteo buteo)
    - calandria común (Melanocorypha calandra)
    - carbonero común (Parus major)
    - carricero común (Acrocephalus scirpaceus),
    - carricero tordal (Acrocephalus arundinaceus)
    - cernícalo vulgar (Falco tinnunculus)
    - chochín (Troglodytes troglodytes)
    - chotacabras pardo (Caprimulgus ruficollis)
    - codorniz común (Coturnix coturnix)
    - cogujada común (Galerida cristata),
    - cogujada montesina (Galerida theklae)
    - colirrojo tizón (Phoenicurus ochruros)
    - collalba gris (Oenanthe oenanthe)
    - collalba rubia (Oenanthe hispanica)
    - corneja negra (Corvus corone)
    - críalo europeo (Clamator glandarius)
    - cuco común (Cuculus canorus)
    - cuervo (Corvus corax)
    - curruca capirotada (Sylvia atricapilla),
    - curruca carrasqueña (Sylvia cantillans),
    - curruca mosquitera (Sylvia borin),
    - curruca rabilarga (Sylvia undata),
    - curruca tomillera (Sylvia conspicillata),
    - curruca zarcera (Sylvia communis)
    - escribano hortelano (Emberiza hortulana),
    - escribano montesino (Emberiza cia),
    - escribano soteño  (Emberiza cirlus)
    - estornino negro (Sturnus unicolor)
    - focha común (Fulica atra)
    - gallineta común (polla de agua, pollona negra, gal gallineta común (polla de agua, pollona negra) (Gallinula chloropus)
    - golondrina común (Hirundo rustica)
    - gorrión chillón (Petronia petronia),
    - gorrión común (Passer domesticus),
    - gorrión molinero (Passer montanus)
    - grajilla occidental (Corvus monedula)
    - herrerillo común (Parus caeruleus)
    - jilguero (Carduelis carduelis)
    - lavandera blanca (aguzanieves) (Motacilla alba),
    - lavandera boyera (Motacilla flava)
    - lechuza común (Tyto alba)
    - buitre leonado (Gyps fulvus)
    - mirlo común (Turdus merula)
    - mochuelo común (Athene noctua)
    - mosquitero papialbo (Phylloscopus bonelli)
    - oropéndola europea u oriol oropéndola europea (Oriolus oriolus)
    - pájaro moscón europeo (Remiz pendulinus)
    - paloma doméstica (Columba domestica),
    - paloma doméstica (Columba livia/domestica),
    - paloma torcaz (Columba palumbus),
    - paloma zurita (Columba oenas)
    - pardillo común (Carduelis cannabina)
    - perdiz roja (Alectoris rufa)
    - petirrojo europeo (Erithacus rubecula)
    - pico picapinos (Dendrocopos major)
    - pinzón vulgar (Fringilla coelebs)
    - pito real (Picus viridis)
    - ruiseñor bastardo (Cettia cetti),
    - ruiseñor común (Luscinia megarhynchos)
    - tarabilla común (Saxicola torquatus)
    - terrera común (Calandrella brachydactyla)
    - tórtola europea (Streptopelia turtur)
    - triguero (Emberiza calandra)
    - urraca (Pica pica)
    - vencejo común (Apus apus)
    - verdecillo (Serinus serinus)
    - verderón europeo (Carduelis chloris)
    - zarcero común (Hippolais polyglotta)
    - tordo, zorzal común (Turdus philomelos)
    - tordo, zorzal charlo (Turdus viscivorus)

  - Mamíferos
    - conejo común (Oryctolagus cuniculus),
    - liebre ibérica (Lepus granatensis)
    - corzo (Capreolus capreolus)
    - erizo común (Erinaceus europaeus)
    - zorro (Vulpes vulpes)
    - jabalí (Sus scrofa)
    - lirón careto (Eliomys quercinus)
    - lobo (Canis lupus)
    - murciélago orejudo dorado (Plecotus auritus)
    - musaraña gris (Crocidura russula)
    - comadreja común (Mustela nivalis),
    - visón americano (Neovison vison)
    - nutria europea (Lutra ultra)
    - rata común (Rattus norvegicus),
    - rata de agua (Arvicola sapidus),
    - rata negra (Rattus rattus),
    - ratón casero (Mus musculus),
    - ratón de campo (Apodemus sylvaticus),
    - ratón moruno (Mus spretus)
    - tejón común (Meles meles)
    - topillo campesino (Microtus arvalis),
    - topillo lusitano (Microtus lusitanicus),
    - topillo mediterráneo (Microtus duodecimcostatus)

  - Crustáceo decápodo
    - cangrejo americano, cangrejo de río americano o cangrejo rojo americano (Procambarus clarkii)
    - cangrejo señal o cangrejo del Pacífico (Pacifastacus leniusculus)
    - cangrejo de río europeo o cangrejo de patas blancas o cangrejo autóctono de la península ibérica (Austropotamobius pallipes) (casi-totalmente extinto en libertad)

  - Peces continentales
    - barbo común (Barbus bocagei)
    - bermejuela (Chondrostoma arcasii)
    - boga del Duero (Chondrostoma duriense)

  - Reptiles
    - culebra viperina (Natrix maura)
    - lagartija ibérica  (Podarcis hispanica)